# 鶏籠中元祭

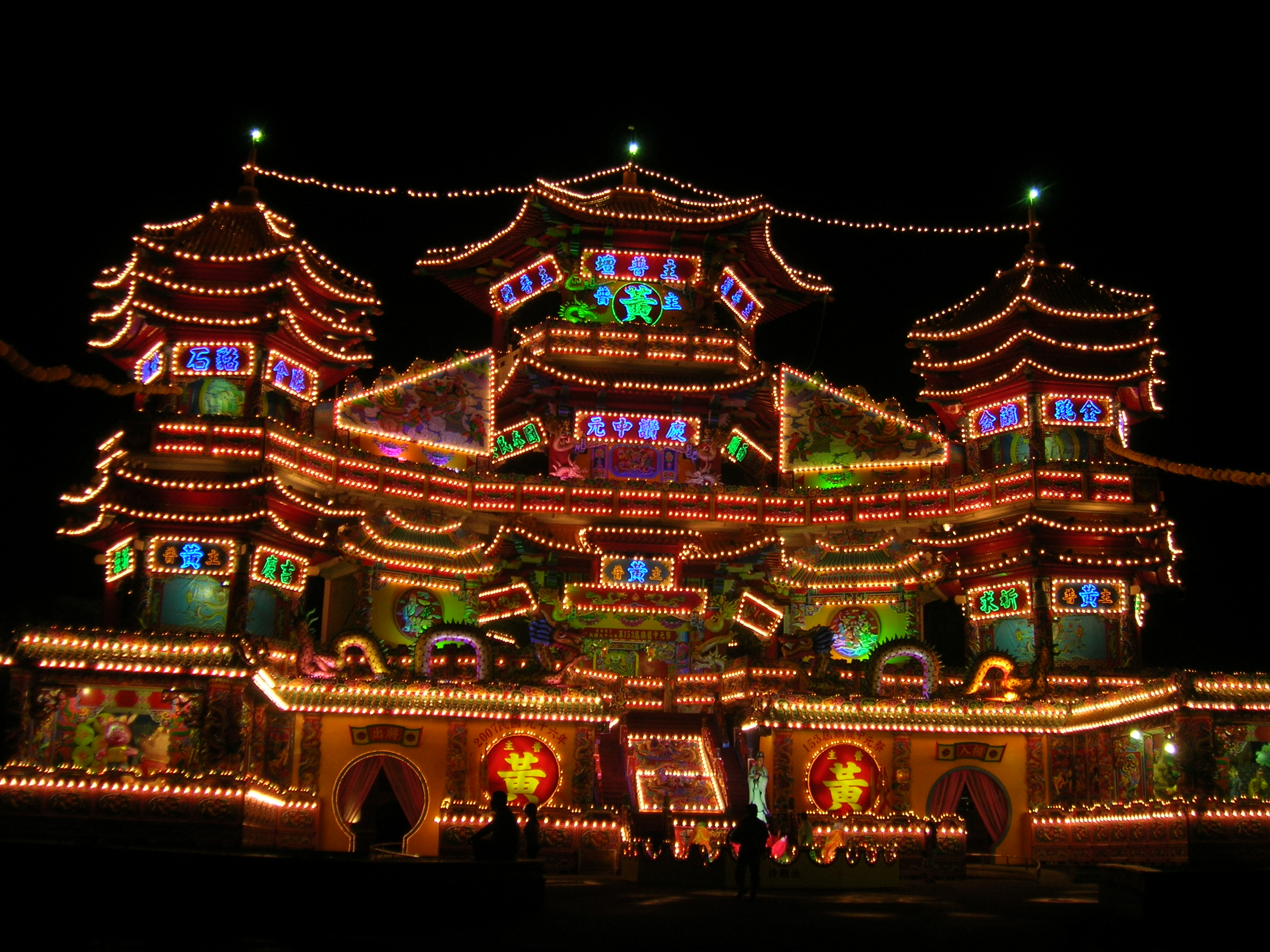
鶏籠中元祭の主普壇（2007年）

鶏籠中元祭（キールンちゅうげんさい、基隆中元祭）は、台湾基隆市で毎年、鬼月（亡霊の月）と称される旧暦7月頃に盛大に行われる普度活動（盂蘭盆）。台湾交通部観光局の台湾十二大年中行事の1つに選考されている。

## 概要
旧暦7月1日に冥界に続く門「龕門」が開き「老大公廟」にいる亡霊が現世に戻り、それをご馳走を用意して迎える。旧暦7月14日に行われる灯篭流し（放水燈）には台湾各地および外国からの観光客も多く訪れる。また、台湾の他の中元祭と違い旧暦7月晦日迄ではなく、旧暦8月1日迄行われる。また、通年この祭りに関する展示が「中元祭典文物館」であり、無料で見学することができる。

## 歴史
台湾開拓時代に大陸より入植した出身地の異なる集団間で、水利や開墾地の争奪などで争いが絶えなかった。咸豊元年（1851年）8月、ついに漳州と泉州の人々との間で漳泉械闘と呼ばれる武装衝突が起こり、多くの人々が死傷する騒ぎとなった。これを鎮めるため民間武術で競うこととなり、今日神々に武術を奉納する元とになった。また中原の風習として行われていた旧暦7月の盂蘭盆を同時に行い、オランダ人やスペイン人との戦いの烈士、武闘で亡くなったり、海や伝染病で亡くなった無縁仏も一緒に供養するようになった。咸豊5年（1855年）、基隆の十一氏族（張廖簡、呉、劉唐社、陳胡姚、謝、林、江、鄭、何藍韓、賴、許など）の宗親会（のちに十五氏族になる）からの申し出で交代で供養を主催することとなり、今日に至る。